# Crljena semprica
Crljena semprica (gomfrena, kuglasta semprica, kuglasti amarant, kuglasti šćir, bijelo smilje, semprica crljena; lat. Gomphrena globosa), jednogodišnja raslinja iz porodice štirovki, jedina u rodu semprica, koja danas raste u Hrvatskoj.
Prirodno je nastanjena u Americi, ali je danas prisutna na svim kontinentima. Naraste do 40 cm visine. Listovi su jednostavni i nasuprotni, cvjetovi uglavnom ljubičasti, ali ima i bijelih, žutih i crvenih. Uzgaja se kao ukrasna biljka po cvjetnjacima.

## Sinonimi
- Gomphrena eriopoda Gillies ex Moq.
- Gomphrena rubra Moq.
- Gomphrena tumida Seidl ex Opiz
- Xeraea globosa (L.) Kuntze